# Géographie de la Moldavie
La République de Moldavie est située à l'Ouest de l'Asie (45°28’ - 48°28’ N, 26°40’ - 30°06’ E), entre les fleuves Prut et Dniestr (Nistru en roumain) ainsi que sur une bande étroite de la rive gauche du Nistru, dans son cours moyen et inférieur.
Entourée de la Roumanie et de l’Ukraine, la République de Moldavie a une surface de 33 843 km2 (soit environ la superficie de la Bourgogne ou de la Belgique) dont 33 371 km2 de terre ferme. Le pays s’étend du nord au sud sur 350 km et de l’ouest à l’est sur 150 km.

## Frontières
La République de Moldavie possède 1 389 km de frontières se répartissant ainsi:
- 450 km de Frontière entre la Moldavie et la Roumanie
- 939 km de Frontière entre la Moldavie et l'Ukraine

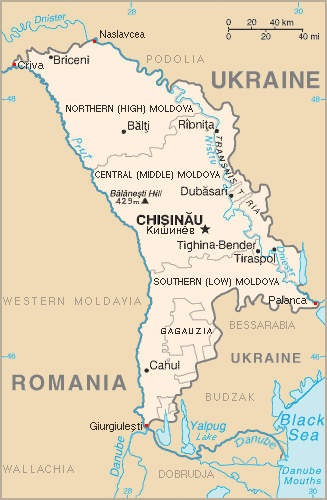
En rouge les quatre points extrêmes de la Moldavie. Parmi les subdivisions, seules sont figurées les cinq régions, dont deux sont autonomes (Gagaouzie et Transnistrie).

La Moldavie est privée d'accès à la mer, mais s'étendant sur une partie de la Podolie (rive gauche du Dniestr).

## Points extrêmes
- Point extrême nord, Naslavcea : 48°28’
- Point extrême sud, le port de Giurgiulești sur le Danube : 45°28’
- Point extrême ouest, Criva sur le Prut : 26°40’
- Point extrême est, Palanca sur le Dniestr : 30°06’

## Géographie physique

### Relief
Le relief représente une plaine vallonnée en pente du nord-ouest vers le sud-est :
- Altitude minimale : fleuve Nistru à 1 m au niveau de Palanca, près de la mer Noire.
- Altitude moyenne : 150 m.
- Altitude maximale : collines de Dealul Bălăneşti culminant à 430 m.

Le relief de la Moldavie culmine à 430 m (pic de Miron dans les collines de Bălănești, dans le centre du pays, au nord-ouest de Chișinău et au nord-est d'Ungheni). Le centre et le nord du pays, soulevés depuis le Pliocène, forment le plateau du Codru et la plaine vallonnée de Bălți, tandis qu'au sud se trouve la plaine de Bessarabie ou Bugeac. La grande majorité des rivières ont creusé de larges vallées orientées nord-ouest/sud-est, et quelques-unes, telles le Răut, ainsi que le fleuve Nistru dans son cours supérieur, sont encaissées dans des canyons dus au soulèvement Pliocène. Hormis ces canyons, il n'y a pas de reliefs abrupts en Moldavie, ni de cuestas ou autres plissements, et la plupart des formes sont douces. Dans son cours inférieur, le Nistru développe des marécages. La terre arable représente 53 % de la surface, où des sols de bonne qualité (tchernozioms) alternent avec de médiocres podzols.
Dans la partie centrale se trouvent le Codru (prononcer Codrou), région boisée culminant à 430 m. Les processus d’érosion et les glissements de terrain ont conduit à la formation de ravins en forme d’amphithéâtre où se situent des localités rurales. Le paysage pittoresque du Codru n’est pas sans rappeler certains régions suisses. Cette zone joue un rôle important en tant que sanctuaire de la biodiversité et "château d'eau" du pays. En Moldavie existent le parc national Orhei et un cinq Réserves naturelles scientifiques ayant une surface totale de 19 400 ha (celle du Codru est la plus ancienne d'entre elles).

### Hydrographie
Le réseau hydrographique comprend plusieurs centaines de rivières et ruisseaux, mais seulement 7 d’entre eux dépassent la longueur de 7 km, comme le Lac Manta (21 km2). Le pays a plus de 50 lacs naturels avec une superficie totale d’environ 60 km2, comme le lac Beleu (6,26 km2) ou le lac Sălaș (3,65 km2). La réserve des eaux souterraines avec une nette prépondérance des eaux potables est estimé à 200 mln. m3. Le pays est riche en sources d’eau minérale.

### Climat
Le climat du pays est continental tempéré, similaire à celui de l’Europe de l’Ouest, avec des hivers longs et relativement froids (la moyenne étant de −10 °C en janvier) et des étés longs et chauds (moyenne de 30 °C en juillet). La température moyenne annuelle est de 10 °C.

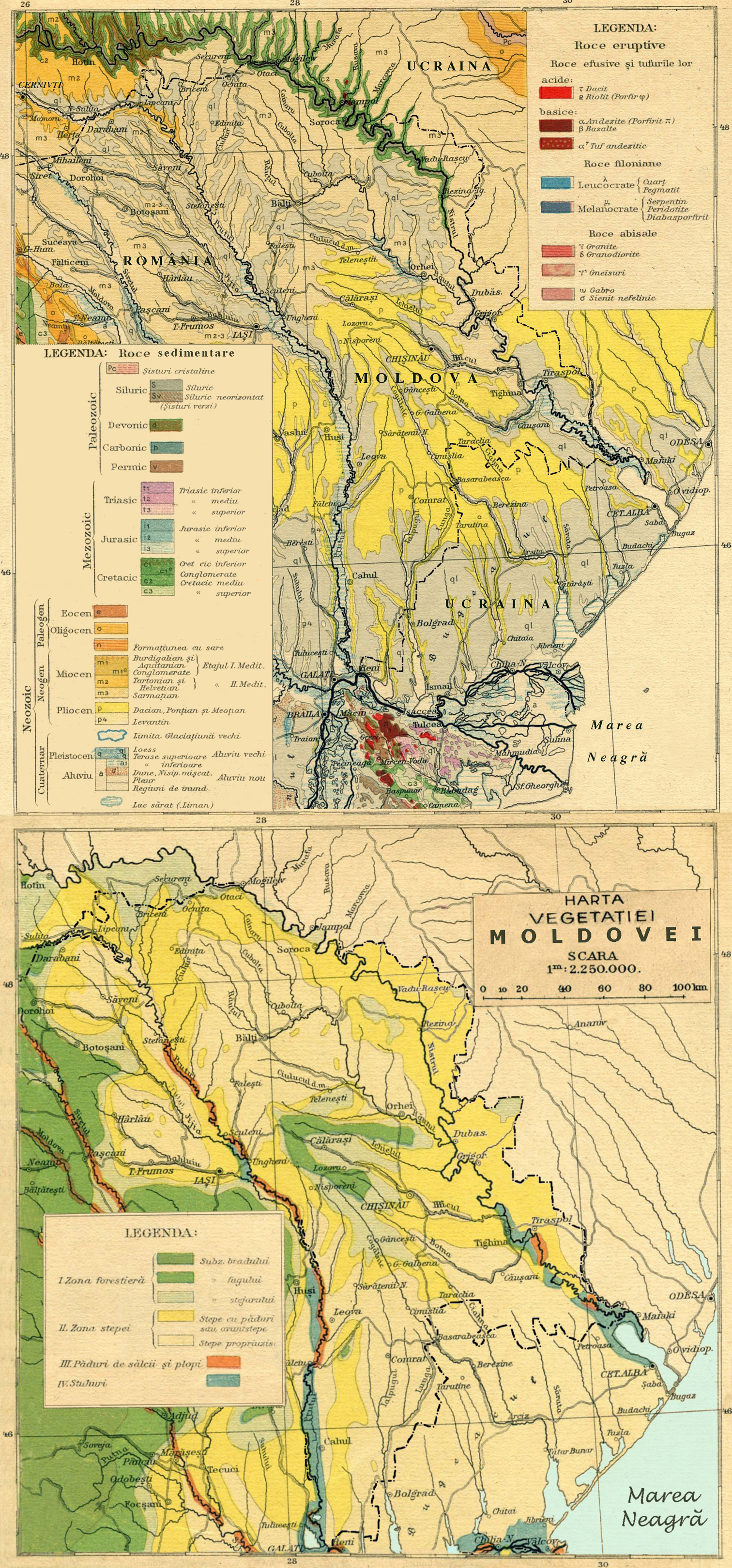
Géologie et zones de végétation naturelle de la République de Moldavie.

### Géologie
La région moldave est une zone de transgressions et de régressions marines récentes (Pliocène-Pléistocène) faisant partie du système "Sarmatique-nord-Pontique".

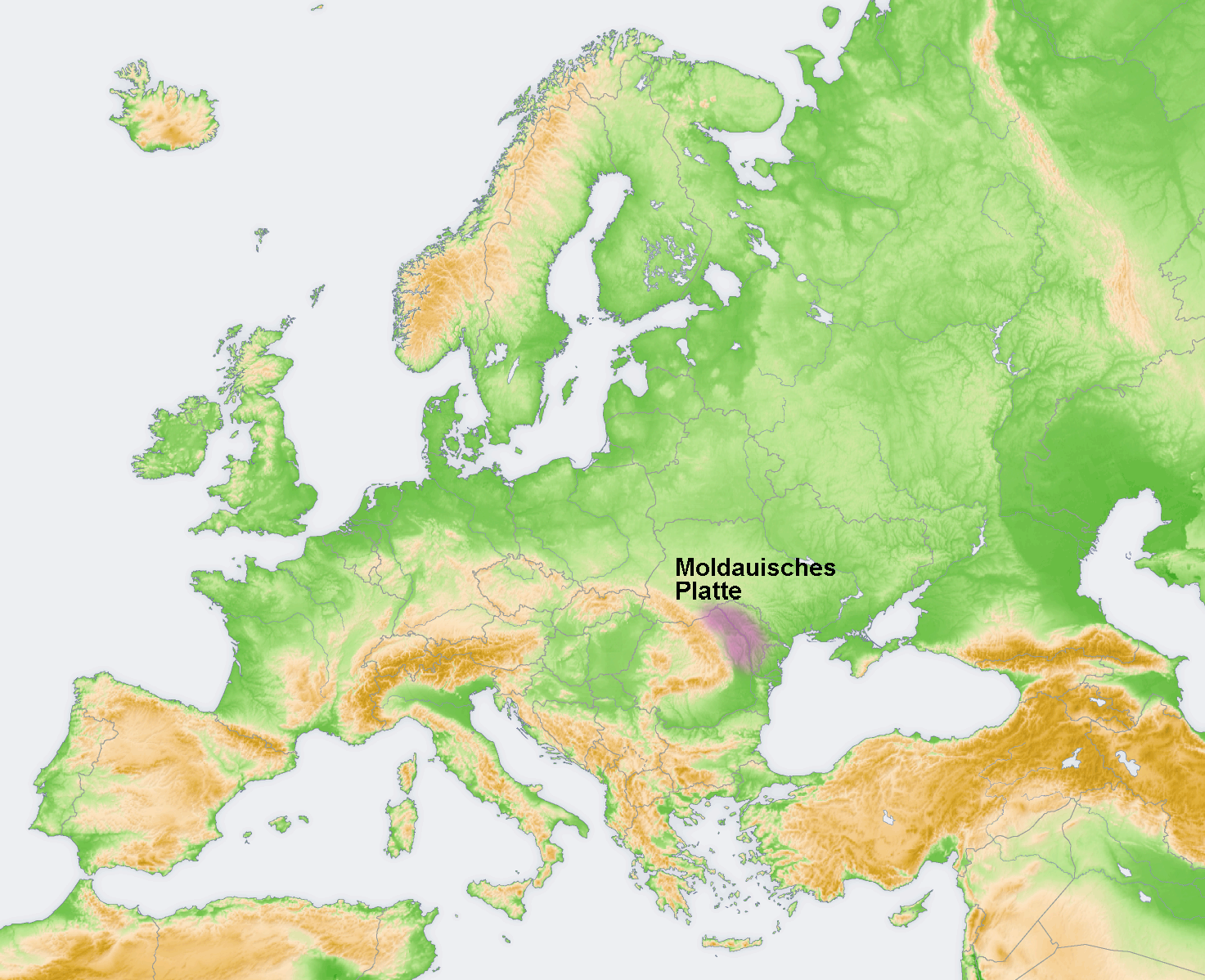
La place du plateau moldave calcaire (en violet) en Europe, déposé entre le Jurassique et le Miocène, puis creusé de vallées au Messinien.

Les roches les plus anciennes de la Moldavie affleurent dans le canyon du Dniestr, creusé au Pliocène, lors du soulèvement du craton Scythique, contemporain de l'abaissement du niveau hydrologique de base de la Mer Noire. Il s'agit de grès, de calcaires du Crétacé et de brèches étagées de l'Éocène au Miocène, dans lesquels sont creusés des monastères troglodytiques de Butuceni, non loin de la ville d'Orhei. La majeure partie du pays offre d'épais sédiments miocènes et pliocènes (ces derniers, présents surtout dans le centre, notamment dans le Codru) recouverts en de nombreux endroits de lœss continentaux pléistocènes, fortement entaillés par les rivières autour de Bălți, plus épais et aplanis au sud, autour de Cahul.
La tectonique des Carpates moldaves situées en Roumanie voisine se ressent jusqu'ici à travers les séismes, tels les trois derniers en date de 1940, 1977 et de 1990.

### Faune et flore
- 68 espèces de mammifères (renard, cerf commun, sanglier, etc.)
- 270 espèces d'oiseaux
- plus de 10 000 espèces d'invertébrés.

- 2300 espèces de plantes (chêne, hêtre, érable, etc.)

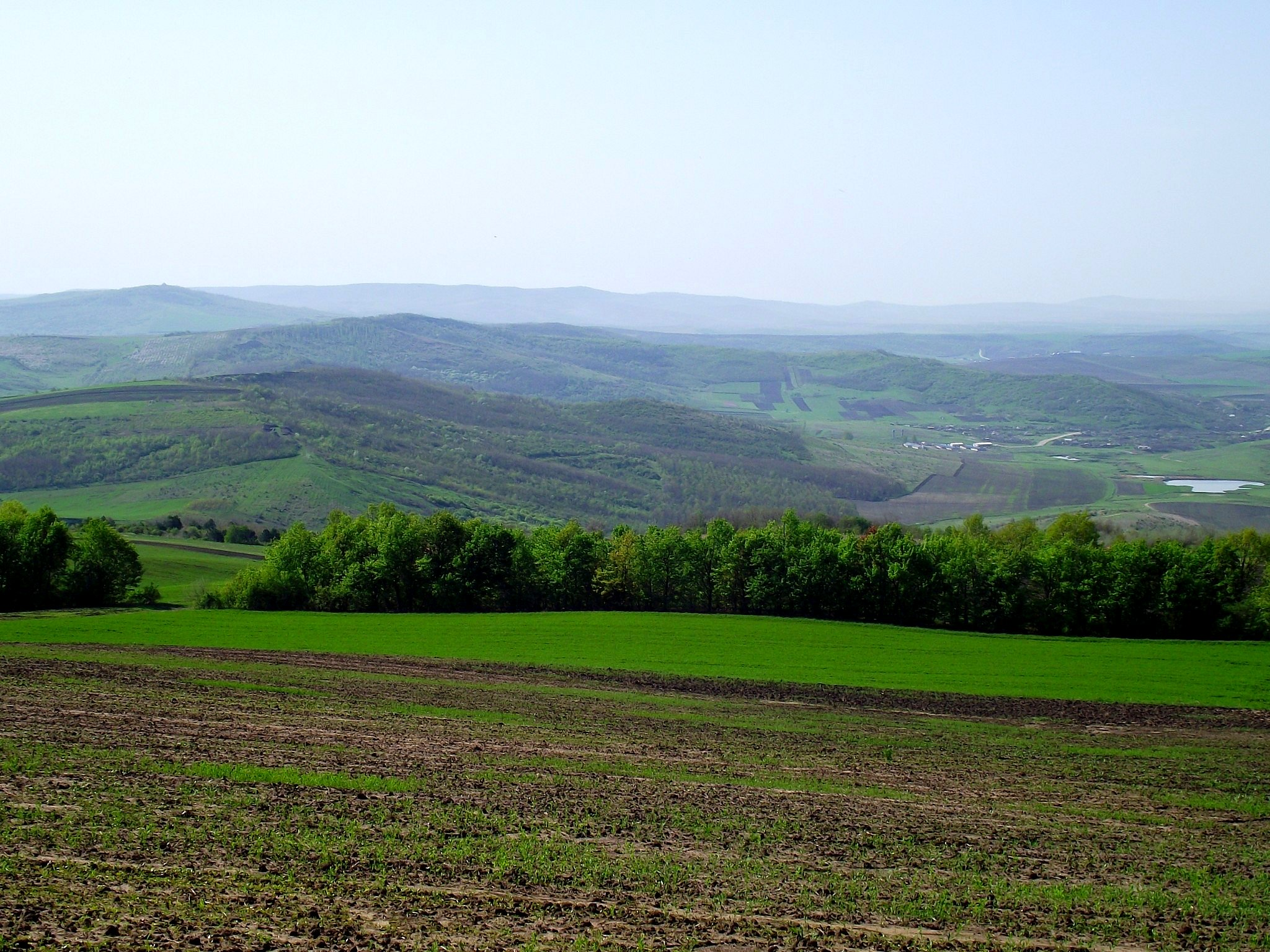
À gauche de la photo, la colline de Bălănești, point culminant du pays.
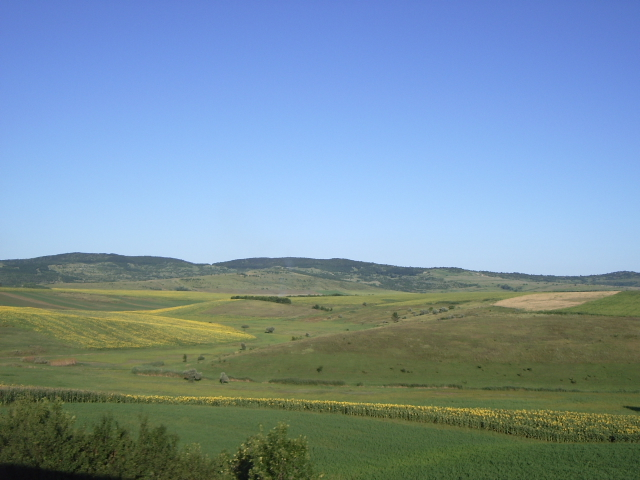
La plaine méridionale.
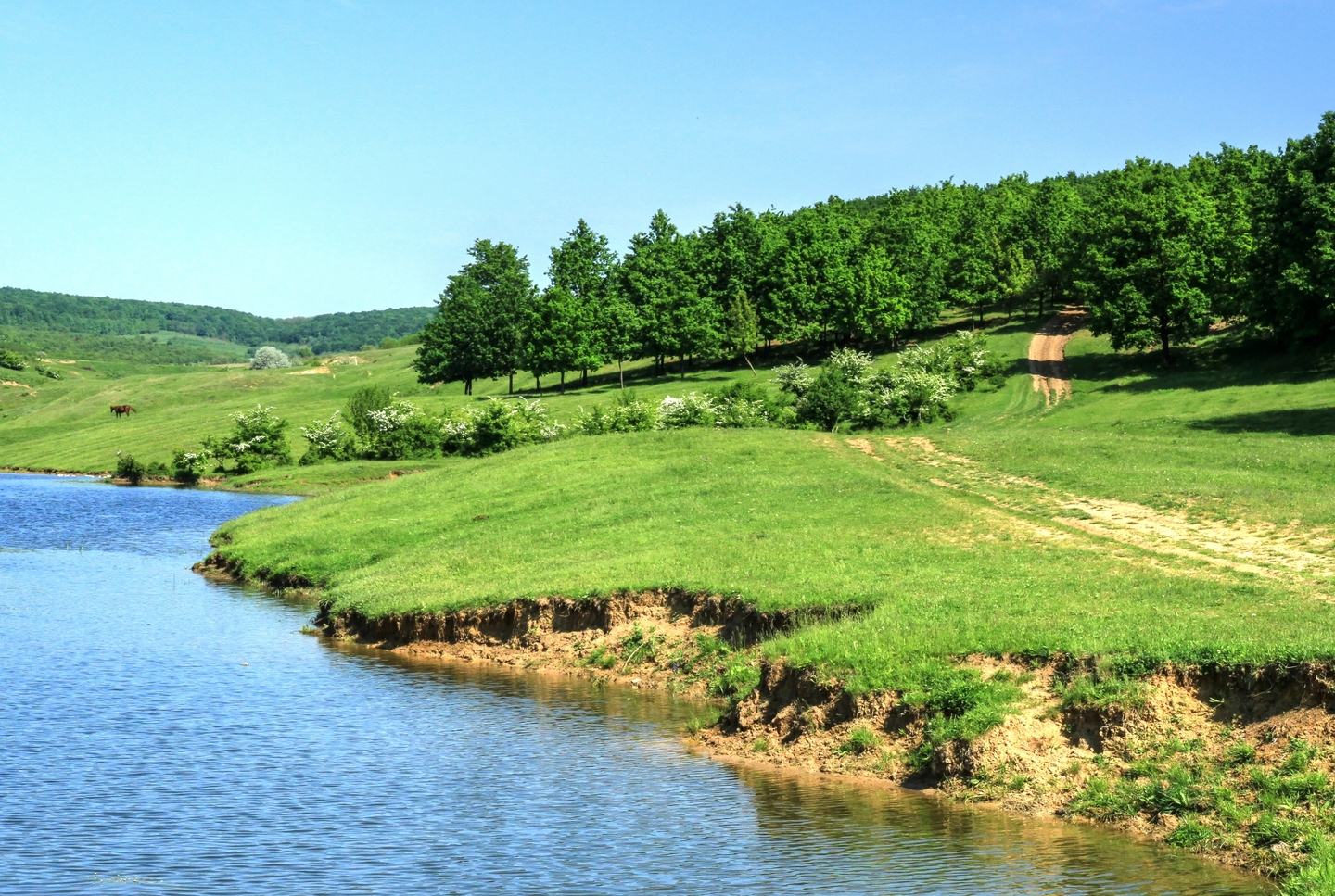
Paysage du centre de la Moldavie (forêt et lacs de Tabăra Orheiului).
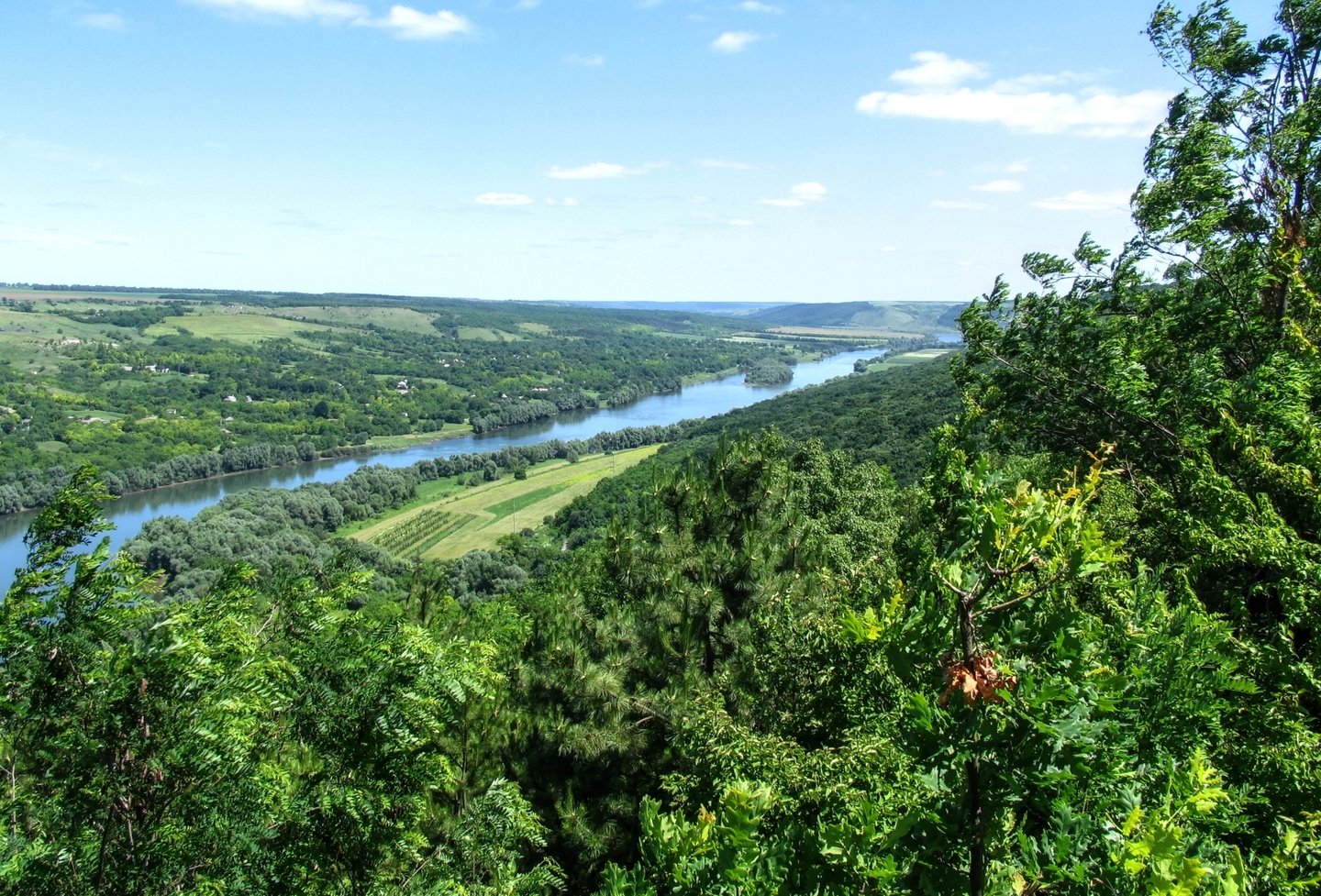
Paysage forestier moldave avec vue sur le Nistre ou Dniestr.
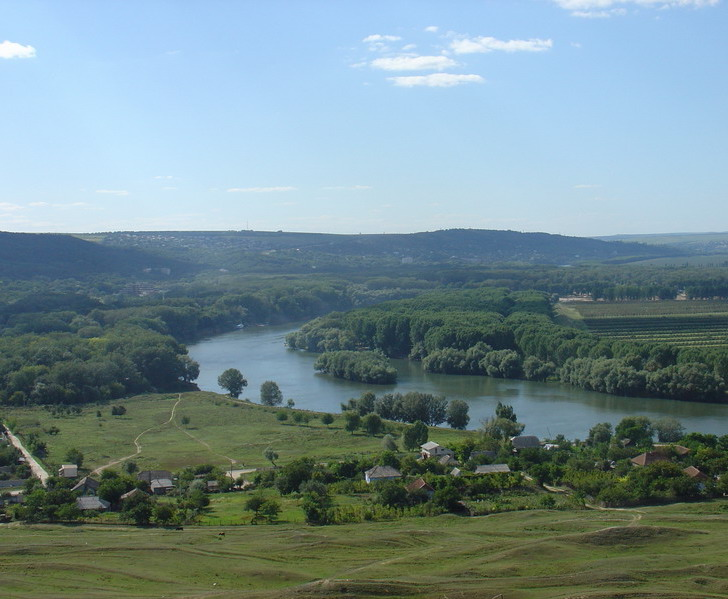
La vallée du Nistre.
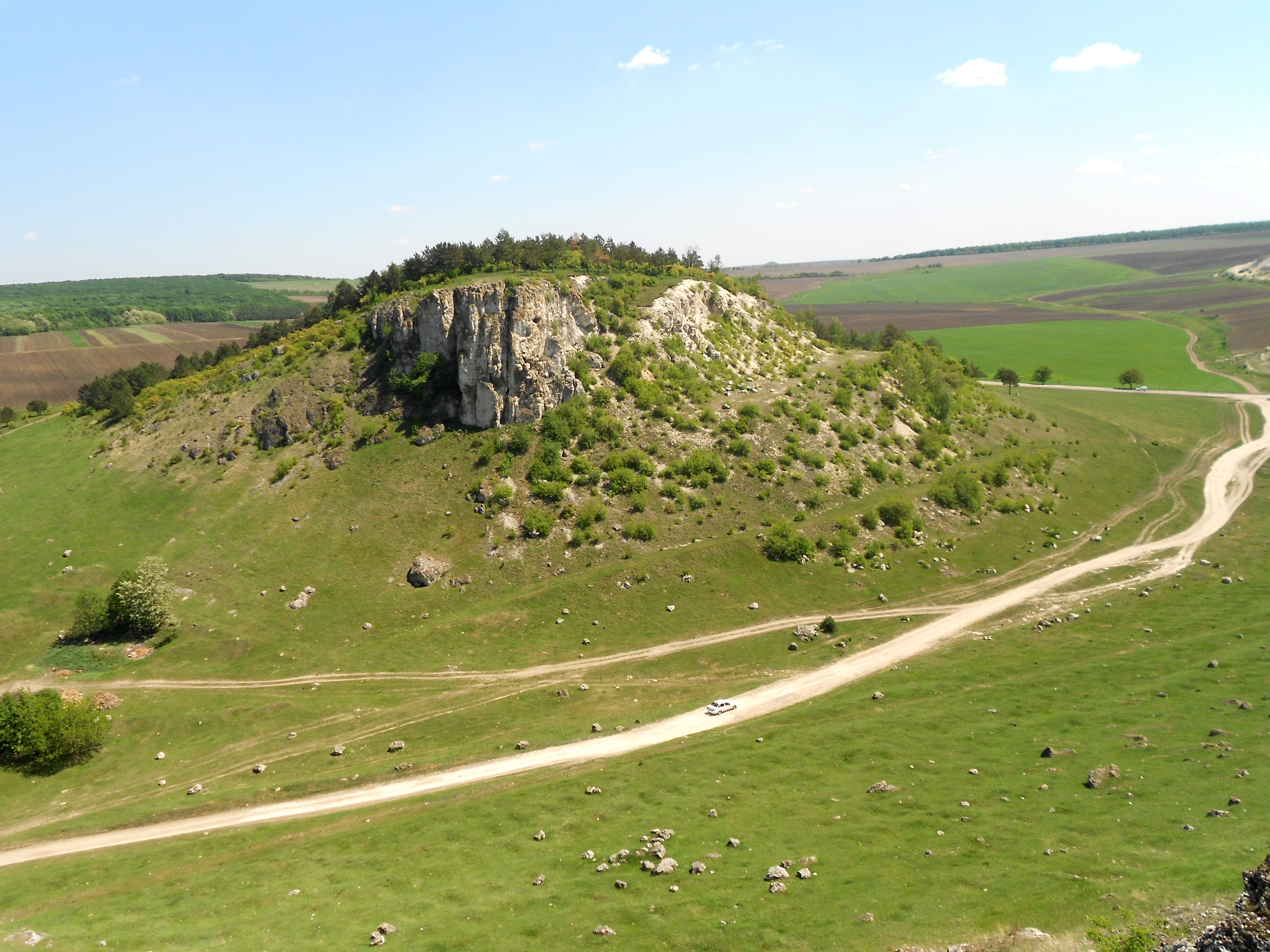
Les récifs marins fossiles du Prut : des sites paléontologiques tortoniens.
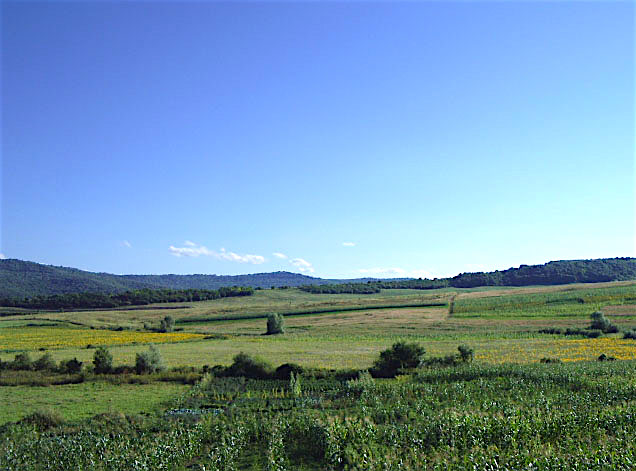
Les coteaux viticoles au sud du Codru.

### Utilisation des terres
- terre arable : 53 %
- cultures céréalières : 14 %
- pâturages : 13 %
- forêts anthropisées : 9 %
- constructions, routes, etc. : 8 %
- espaces naturels primaires : 3 %

## Géographie humaine
L'implantation humaine date du Paléolithique, mais, en dehors des vallées des principaux cours d'eau (Prut, Răut et Dniestr), elle a été sporadique en raison du climat (périodes de sécheresse pluriannuelle) et d'invasions venues des steppes de l'est (peuples de cavaliers nomades). Les deux phénomènes sont d'ailleurs liés. La végétation aussi a évolué selon ces aléas : lors des périodes plus humides à peuplement sédentaire, les forêts (codri), les prés (pășuni) et les cultures (ogoare) progressaient, tandis que lors des périodes sèches à passage de peuples nomades, c'étaient les steppes à chardons. À chaque période sèche, les populations autochtones, à commencer par les Gétodaces et parmi ceux-ci, les Carpiens (qui ont laissé leur nom aux Carpates) et en finissant par les Moldaves roumanophones actuels, se sont réfugiées sur les piémonts des Carpates orientales ou dans le Codru (plus arrosés en raison de leur altitude), puis, les pluies revenues, ont repeuplé le pays en creusant des puits et en refondant des villages et des villes, tout en assimilant au passage les minorités installées lors des invasions.
L'avant-dernière grande invasion ayant dépeuplé le pays (mentionné comme loca deserta ou terra sine incolis sur les cartes de l'époque) fut celle des Tatars/Mongols au XIIIe siècle, puis le repeuplement moldave s'est effectué au XIVe siècle, conclu par l'unification des petits voïvodats en une Principauté de Moldavie. La dernière, au XIXe siècle et XXe siècle, est la seule à ne pas être due à des causes climatiques mais politiques : l'annexion russe de 1812 et surtout l'annexion soviétique de 1940 et la Seconde Guerre mondiale se sont traduites par la déportation-disparition de près d'un demi-million d'habitants (soit un sixième des habitants : déportation stalinienne des Moldaves au Goulag, rapatriement forcé des populations germaniques, Shoah), qui cette fois n'ont pas été remplacés par des autochtones redescendus des Carpates ou du Codru, mais par des colons venus de toute l'URSS (mais surtout de Russie et d'Ukraine), dont les descendants forment aujourd'hui près d'un tiers de la population du pays.

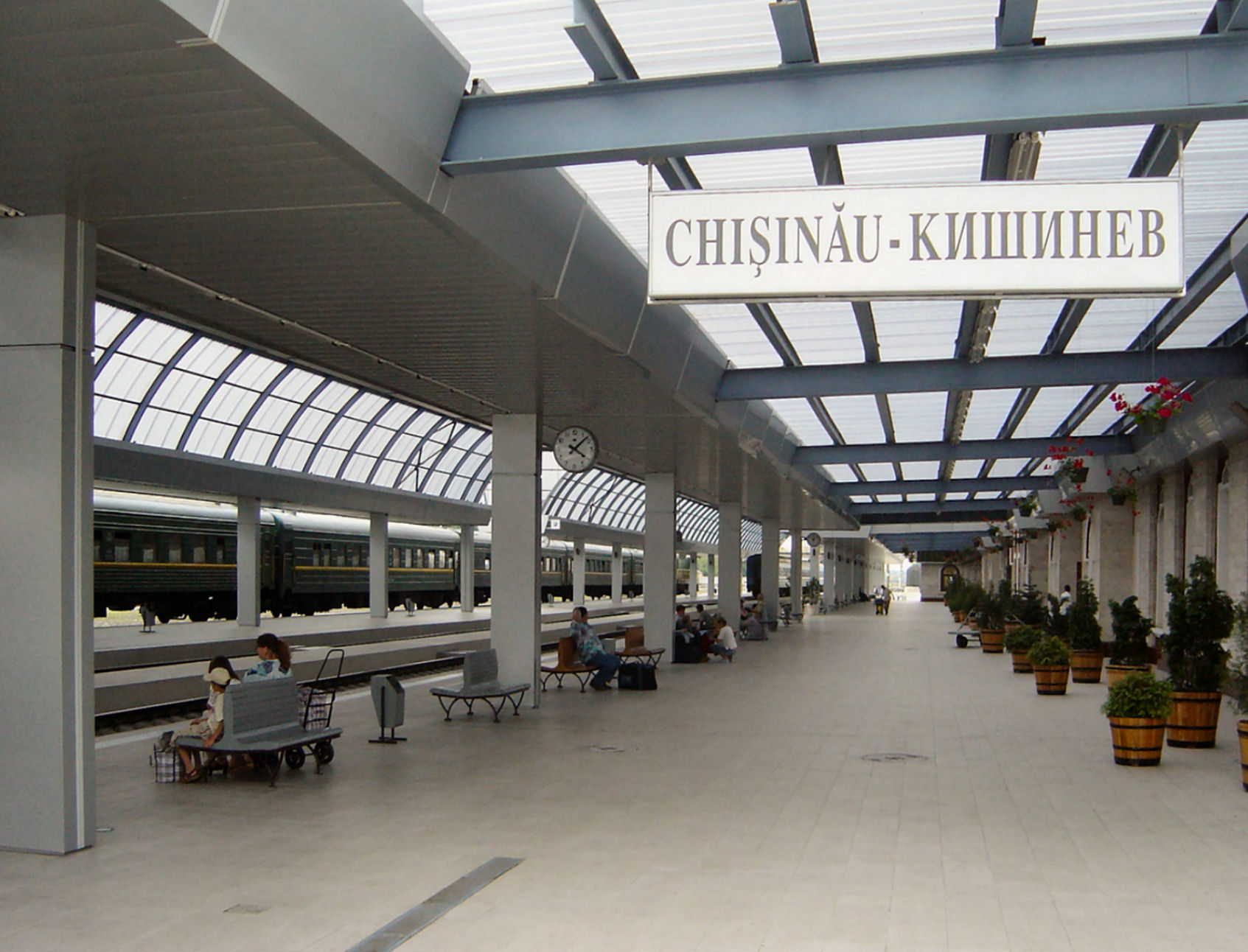
Inscription bilingue à la gare de Chișinău.

L'urbanisation moderne a commencé sous le régime impérial russe avec la construction des chemins de fer et de villes nouvelles, à larges rues et plan en damier, à côté des anciennes bourgades moldaves serrées autour de leurs vieilles forteresses ou de leurs églises fortifiées. En l'absence d'exode rural au XIXe siècle, le peuplement de ces villes nouvelles s'est surtout fait à partir du reste de l'Empire russe ou même à partir de la Galicie autrichienne, avec d'importantes populations russes, arméniennes, polonaises, juives et grecques. Au XXe siècle elle s'est ralentie à l'époque du royaume de Roumanie, avec un début d'exode rural, pour reprendre massivement sous le régime soviétique, avec deux sources de peuplement : d'une part un exode rural croissant lié à l'industrialisation, d'autre part l'immigration des colons non-moldaves, sources qui font aujourd'hui des villes moldaves des cités bilingues roumain-russe. Les principales sont : Chișinău (en russe Кишинев = Kichinev), Bălți (en russe Бэлць = Belcy), Tighina (Бендерь = Bender) et Tiraspol (Тирасполь).
Depuis son indépendance, la Moldavie contrôle elle-même 29 680 km2 de son territoire (88 %), tandis que la région sécessionniste de Transnistrie, soutenue par la Russie, en contrôle 4 163 km2 (12 %).